# Friedrich Laun
Friedrich August Schulze, meglio conosciuto come Friedrich Laun (Dresda, 1º giugno 1770 – Dresda, 4 settembre 1849), è stato un romanziere tedesco.
Il suo primo romanzo, Der Mann, auf Freiersfüssen (1801), fu molto importante. Scrisse molti volumi e con Johann August Apel pubblicò un'antologia intitolata Das Gespensterbuch ("The Ghost Book") (1811-1815). Quattro dei suoi racconti sono contenuti nell'antologia Fantasmagoriana del 1812.